# Norbert Herz
Norbert Herz (* 11. Dezember 1858 in Olmütz, Mähren; † 31. Jänner 1927 in Wien) war ein österreichischer Geodät, Astronom und Arzt. Er verfasste u. a. Lehrbücher über Geodäsie und Kartenentwurfslehre sowie zur Bahnbestimmung von Planeten und Kometen. Als vielseitig interessierter Wissenschafter war er Initiator, Planer und erster Leiter der Kuffner-Sternwarte und des zugehörigen Forschungsinstituts in Wien-Ottakring.

## Leben
Nach dem Studium an der Technischen Hochschule Wien war Herz dort 1881–1885 Assistent für Astronomie bei Joseph Herr und promovierte 1882 in Heidelberg, wo er später auch das Medizinstudium absolvierte. Ab 1886 leitete er die Kuffner-Sternwarte, wurde 1887 a.o.Professor für Astronomie und Erdmessung und habilitierte sich 1904 für Astronomie und Geodäsie.
Als sein Mentor Theodor Oppolzer plötzlich starb, zerbrach auch die Freundschaft mit Moriz Kuffner. Herz wechselte zur k.k. Statistischen Central-Commission und ging 1893 an das Navy Department der USA, wo er unter Simon Newcomb einige Jahre das Jahrbuch Nautical Almanac redigierte. Nach Österreich zurückgekehrt, wollte er ins Lehramt wechseln, was aber misslang. Daher setzte er ein begonnenes Medizinstudium in Heidelberg fort, wo er 1899 das Doktorat erlangte. Nach kurzer Zeit an der Poliklinik in Detroit unterrichtete er am Wiener Staatsgymnasium und einer Oberrealschule und arbeitete an seiner Habilitation.
Im Jahr 1913 wurde er als Lehrer pensioniert und diente im Ersten Weltkrieg als Militärarzt. Als er nach dem Krieg keine Anstellung mehr in der Wissenschaft bekam, forschte er in der theoretischen Optik und der europäischen Geschichte. Seinen Lebensunterhalt verdiente er mit populärwissenschaftlichen Vorträgen und Artikeln, Publikationen in der Österreichischen Touristenzeitung und hielt Vorträge in der Urania.
Sein Sohn Theodor Herz, der mit einer Jüdin verheiratet war, verließ Österreich 1938 und wanderte nach Argentinien aus.

## Werke
Die Eiszeiten und ihre Ursachen. Leipzig [u. a.]: Deuticke, 1909 (Digitalisat).